# وضعیت ترسناک: حقیقت در مورد تروریسم
وضعیت ترسناک: حقیقت در مورد تروریسم (انگلیسی: State of Fear: The Truth about Terrorism) (2005) فیلمی در ژانر مستند است. این فیلم مستند تولید شده توسط استودیو اسکای لایت و به کارگردانی پاملا ییتس است. این فیلم جایزه سال ۲۰۰۶ کلوب مطبوعات خارجی را برای «بهترین گزارش در رسانه‌ها در مورد آمریکای لاتین» را به دست آورد. این فیلم به ۴۸ زبان ترجمه شده و در ۱۵۷ کشور نمایش داده شده‌است.

## خلاصه داستان فیلم
براساس اطلاعات کمیسیون حقیقت و آشتی پرو، وضعیت ترسناک، از شهادت شخصی، تاریخ و فیلم‌های آرشیو استفاده می‌کند تا داستان گسترش خشونت‌ها در پرو را توضیح دهد و اینکه چگونه ترس از تروریسم، دموکراسی را تضعیف می‌کند. در سال ۲۰۰۰، پس از اینکه رژیم پرزیدنت آلبرتو فوجیموری در اثر رسوایی‌های فساد سقوط کرد، دولت جدید والنتین پانیاکوا کمیسیون حقیقت و آشتی را برای بررسی جنایات ناشی از خشونت طی ۲۰ سال گذشته در دهه‌های ۱۹۸۰ و ۱۹۹۰، مورد بررسی قرار داد. کمیسیون حقیقت به استودیو اسکای لایت اجازه دسترسی به، شواهد و مدارک گسترده خود و همچنین صدها ساعت از موضوعات کمیاب آرشیو و هزاران عکس را داد.